# Biserica de lemn din Satul Dealu Aluniș

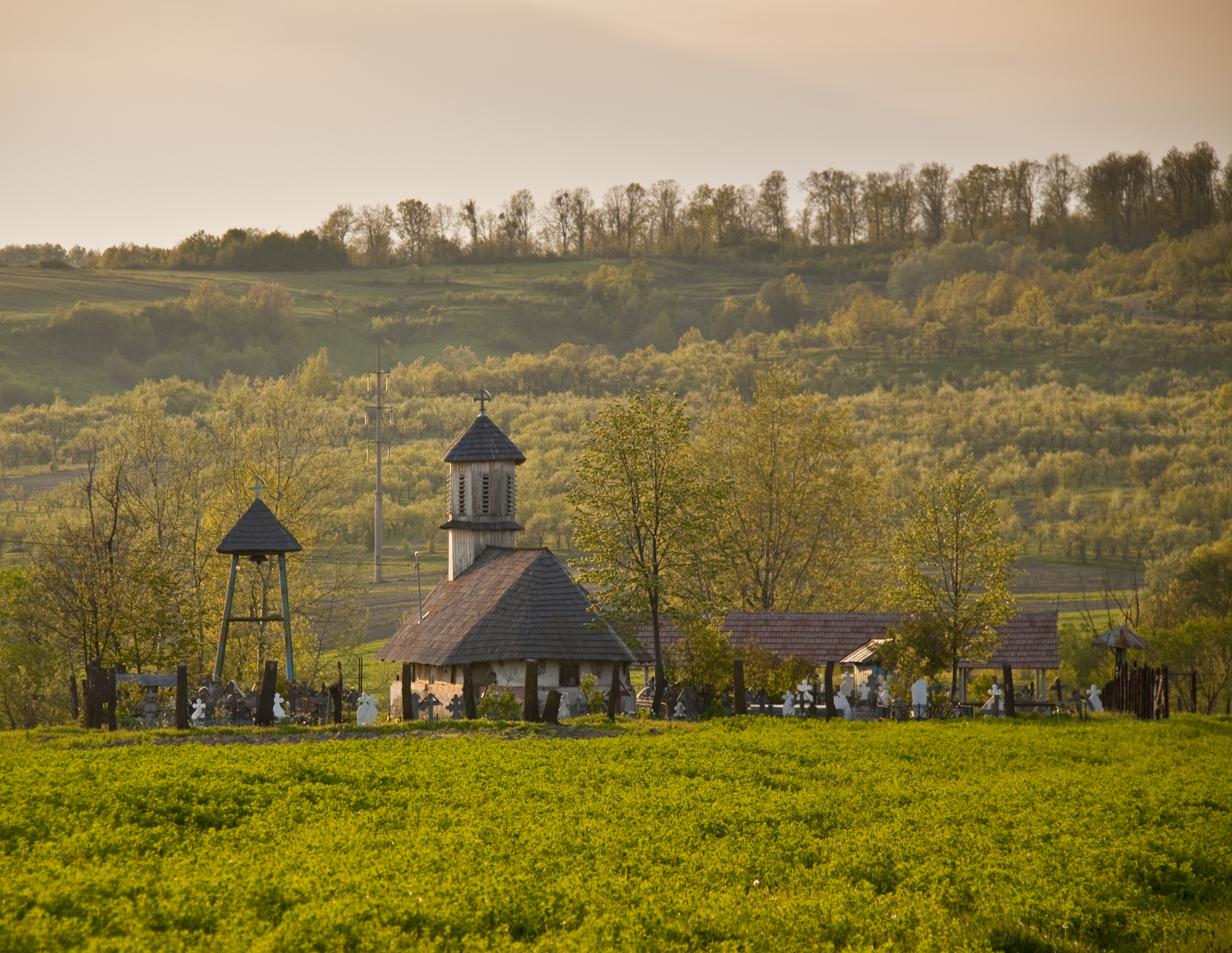
Biserica de lemn din Târgu Gânguleşti, vedere din împrejurimi, foto: 2010

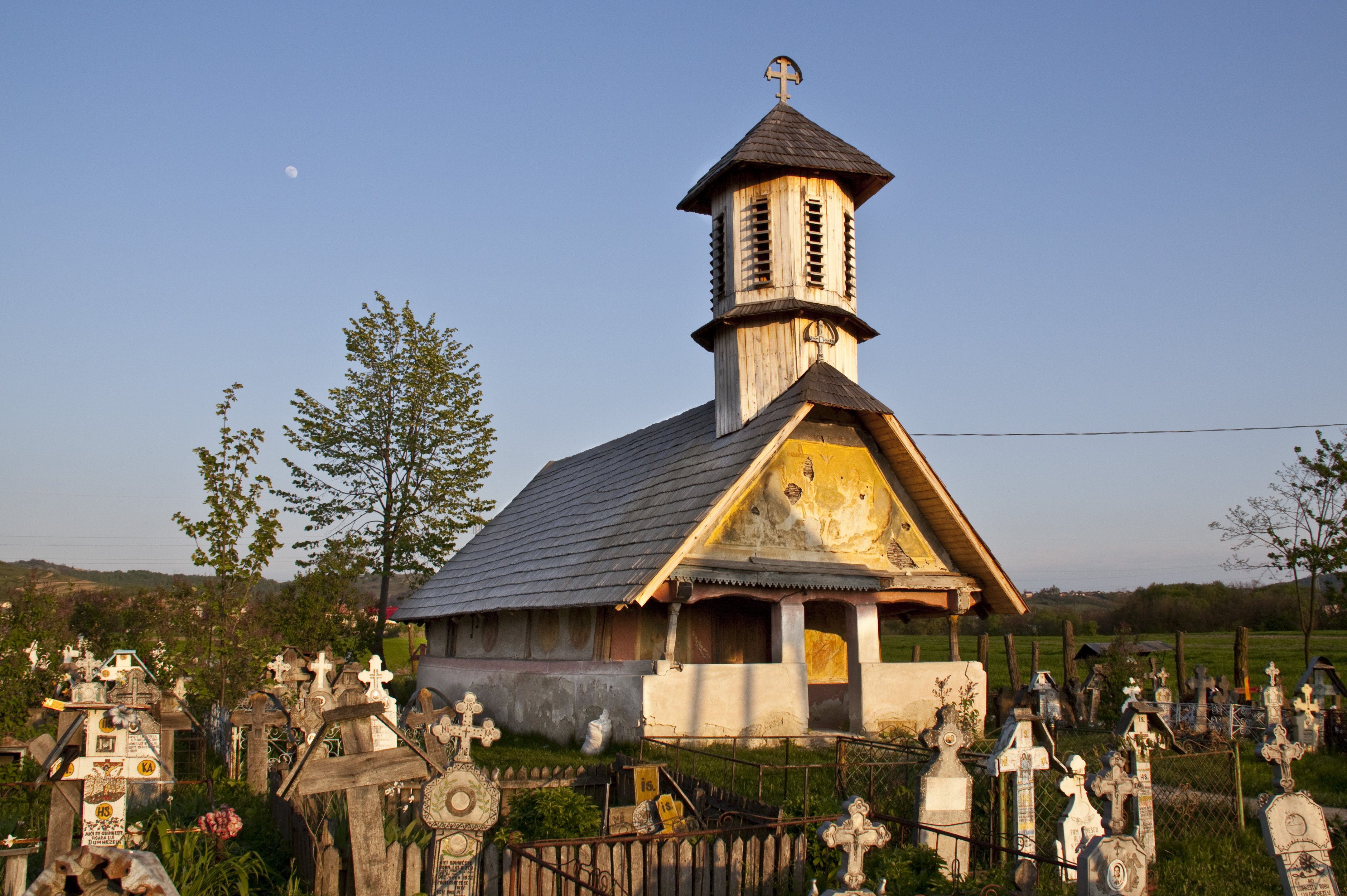
Faţada de intrare a bisericii, foto: 2010

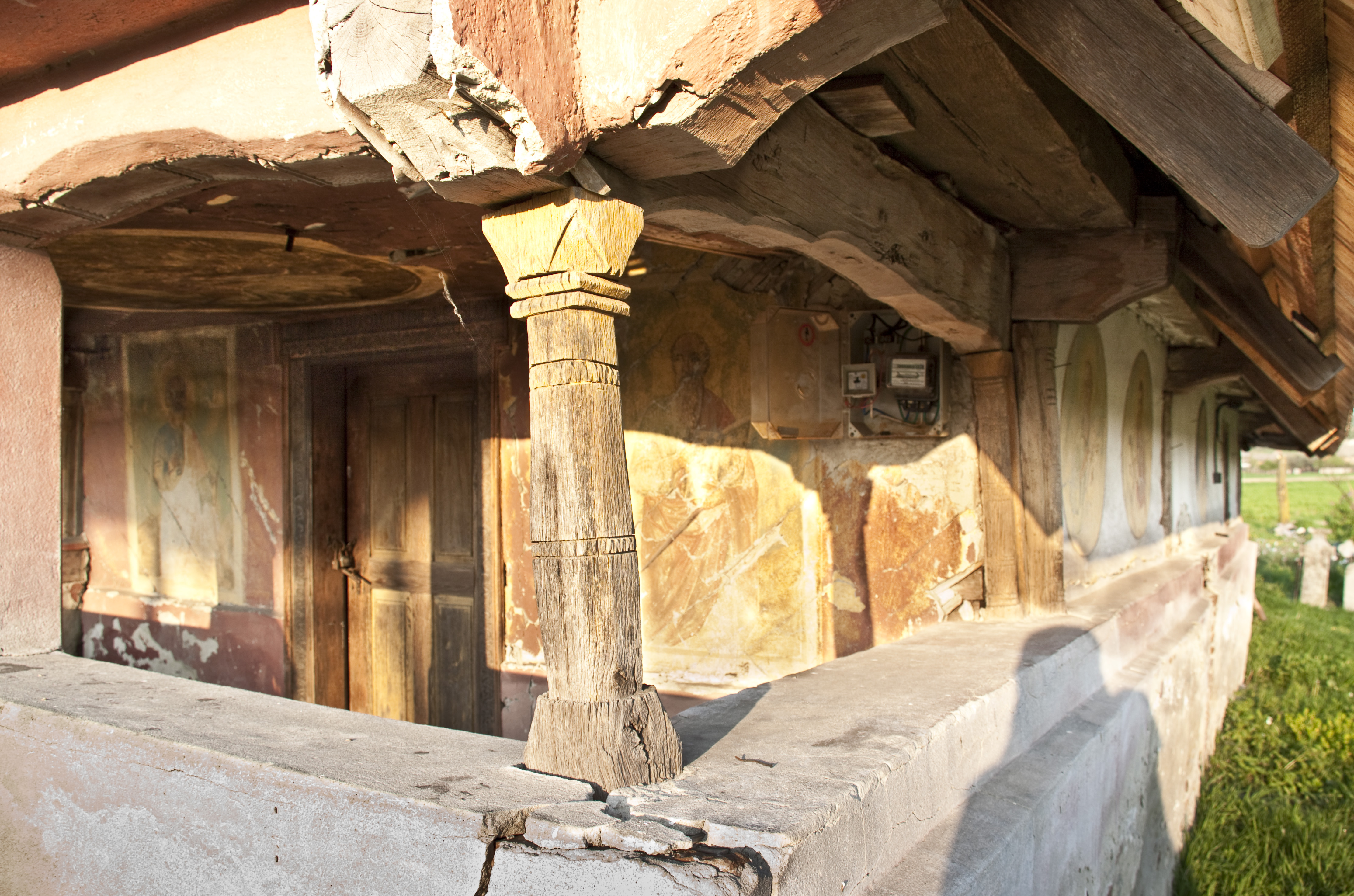
Detaliu pridvor, foto: 2010

Biserica de lemn din Dealu Aluniș se află în cimitirul de lângă Valea Tărâiei în satul Dealu Aluniș, din orașul Berbești, județul Vâlcea și are hramul „Sfânta Treime”. Biserica stă în cimitir din anul 1919, unde a fost adusă dintr-un alt loc. 

## Istoric
Biserica a fost ridicată în anul 1632,pe malul celălalt al Tărâiei, râu care trece aproape de biserică. În 1919 a fost strămutată la locul actual. Pe ancadramentul ușii de la intrare se poate citi următoarea inscripție: „1919 biserica filiala Sfânta Treime A. C. Slăvești”. Inscripția datează ridicarea bisericii în cimitir. Semnele de mutare vizibile pe unele consolele sub streașină, indică însă o desfacere și o mutare anterioară, construcția fiind mult mai veche.

## Imagini exterioare

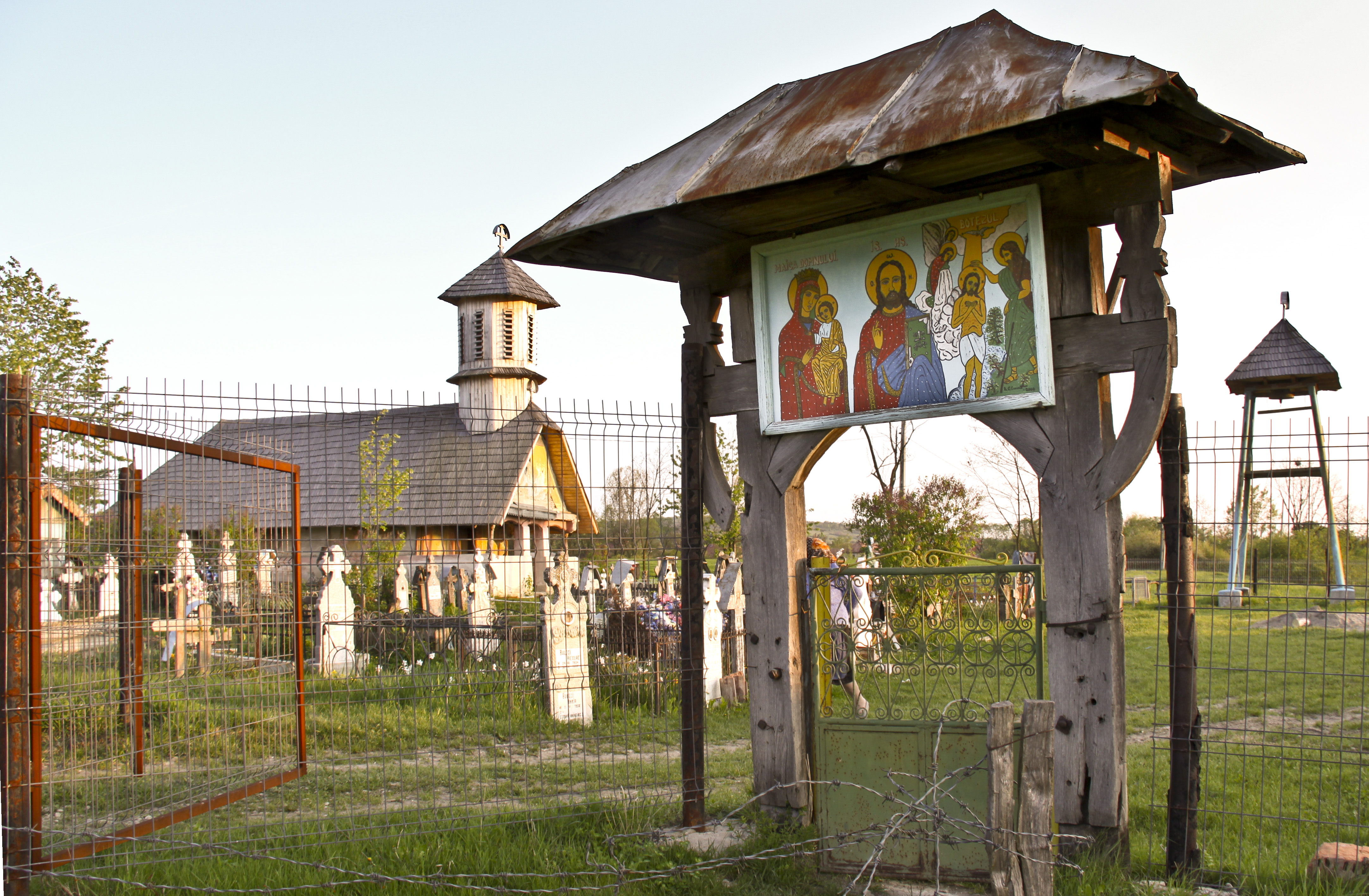
poarta
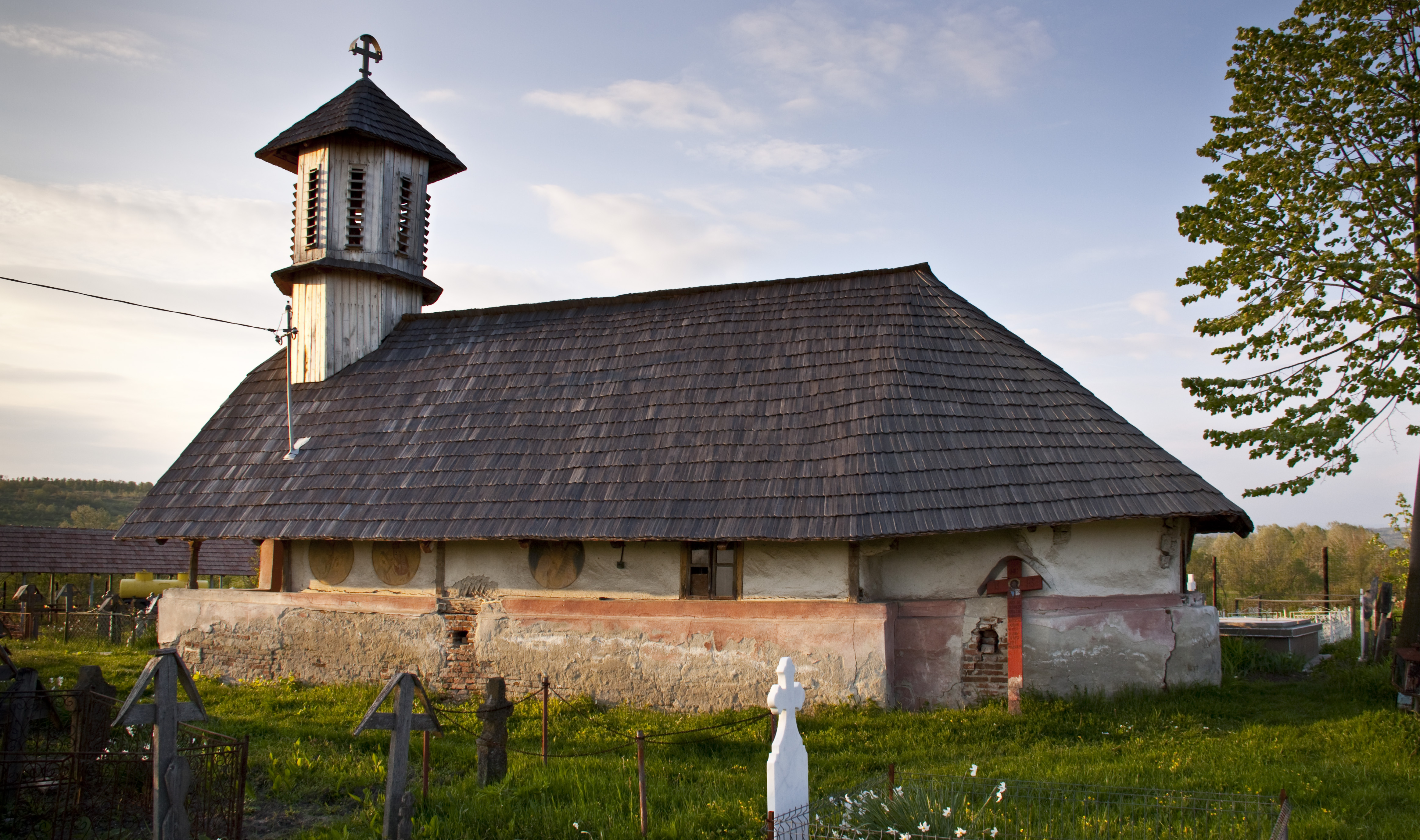
sud
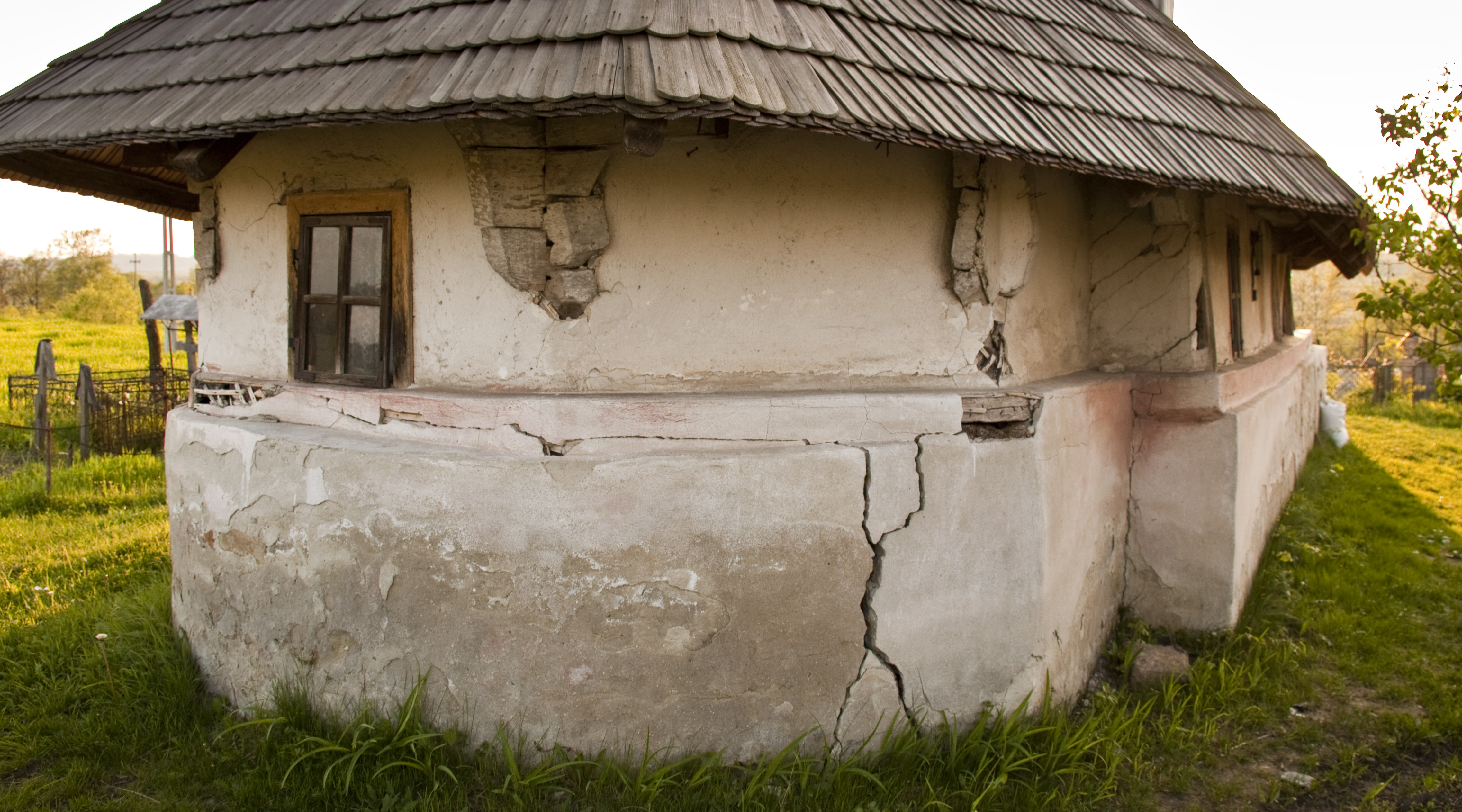
dosul altarului
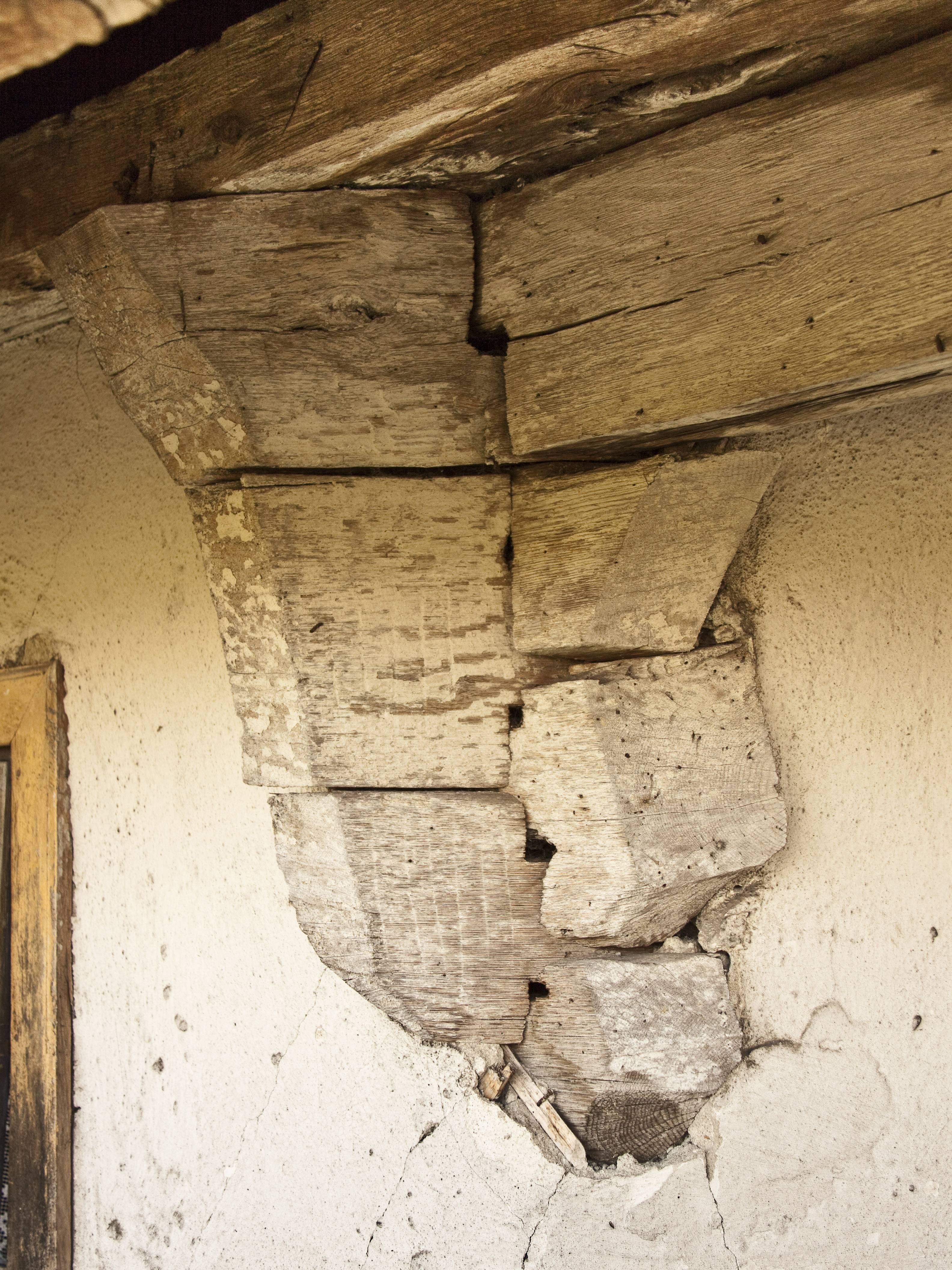
semne de mutare
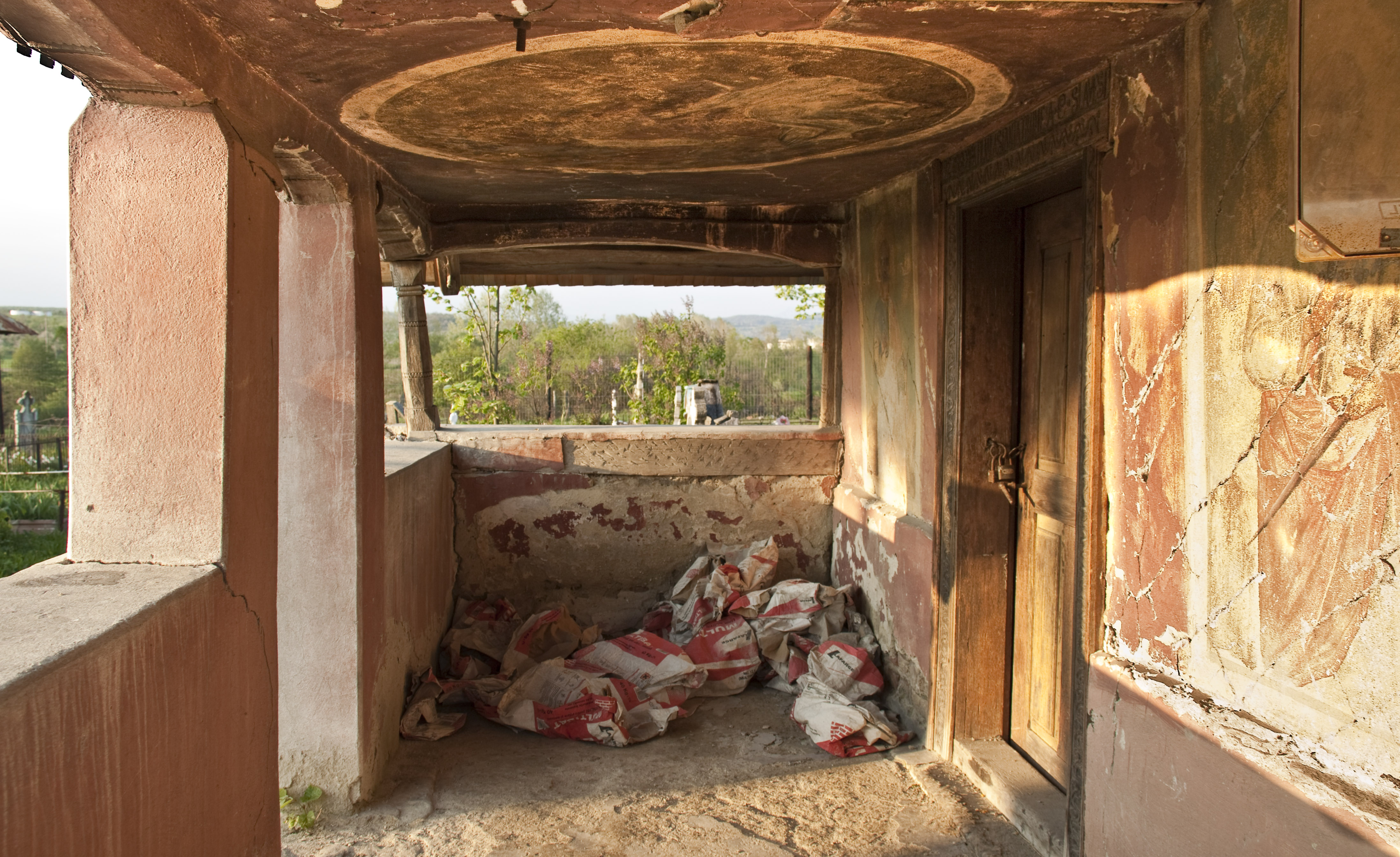
pridvor
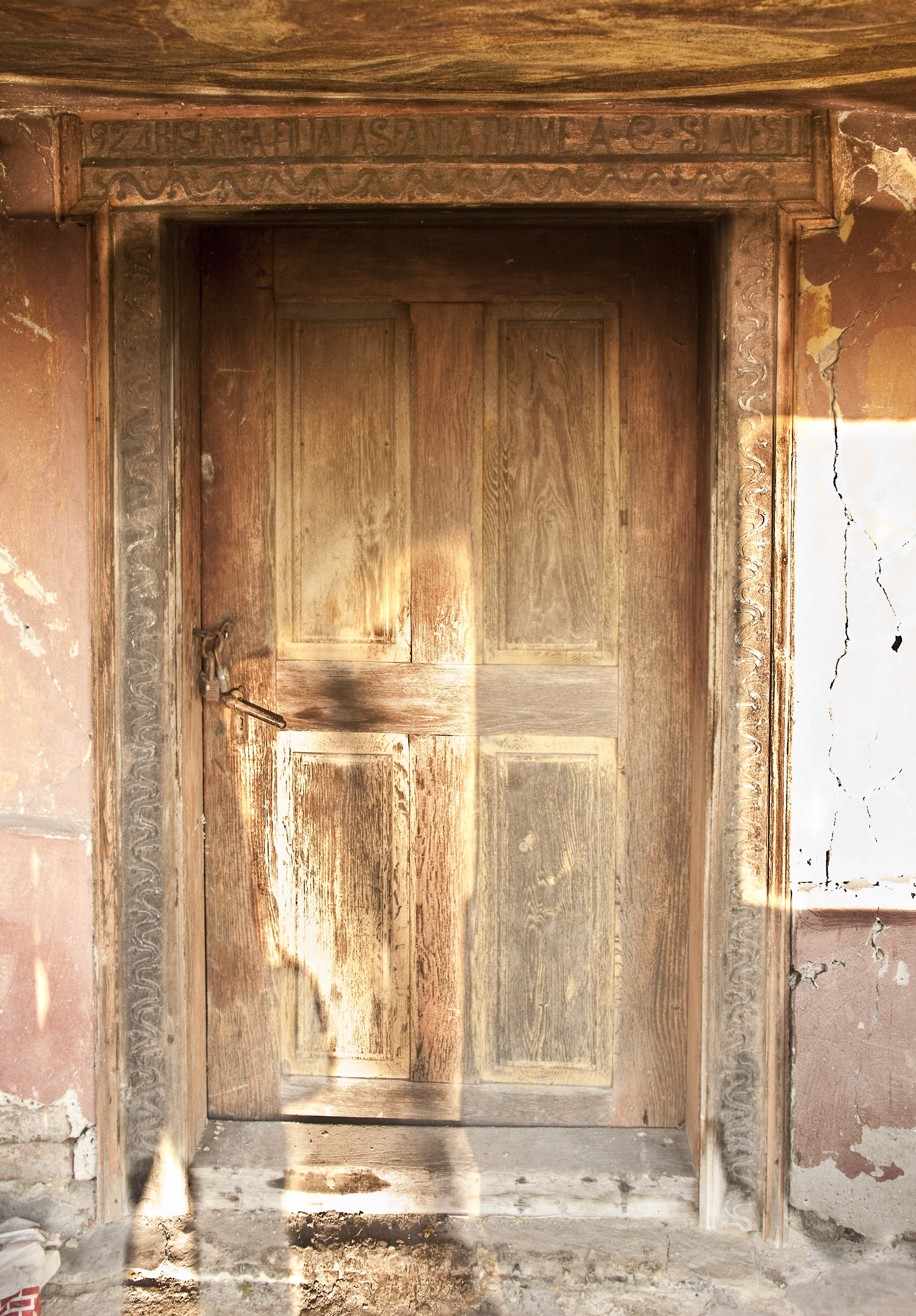
intrarea
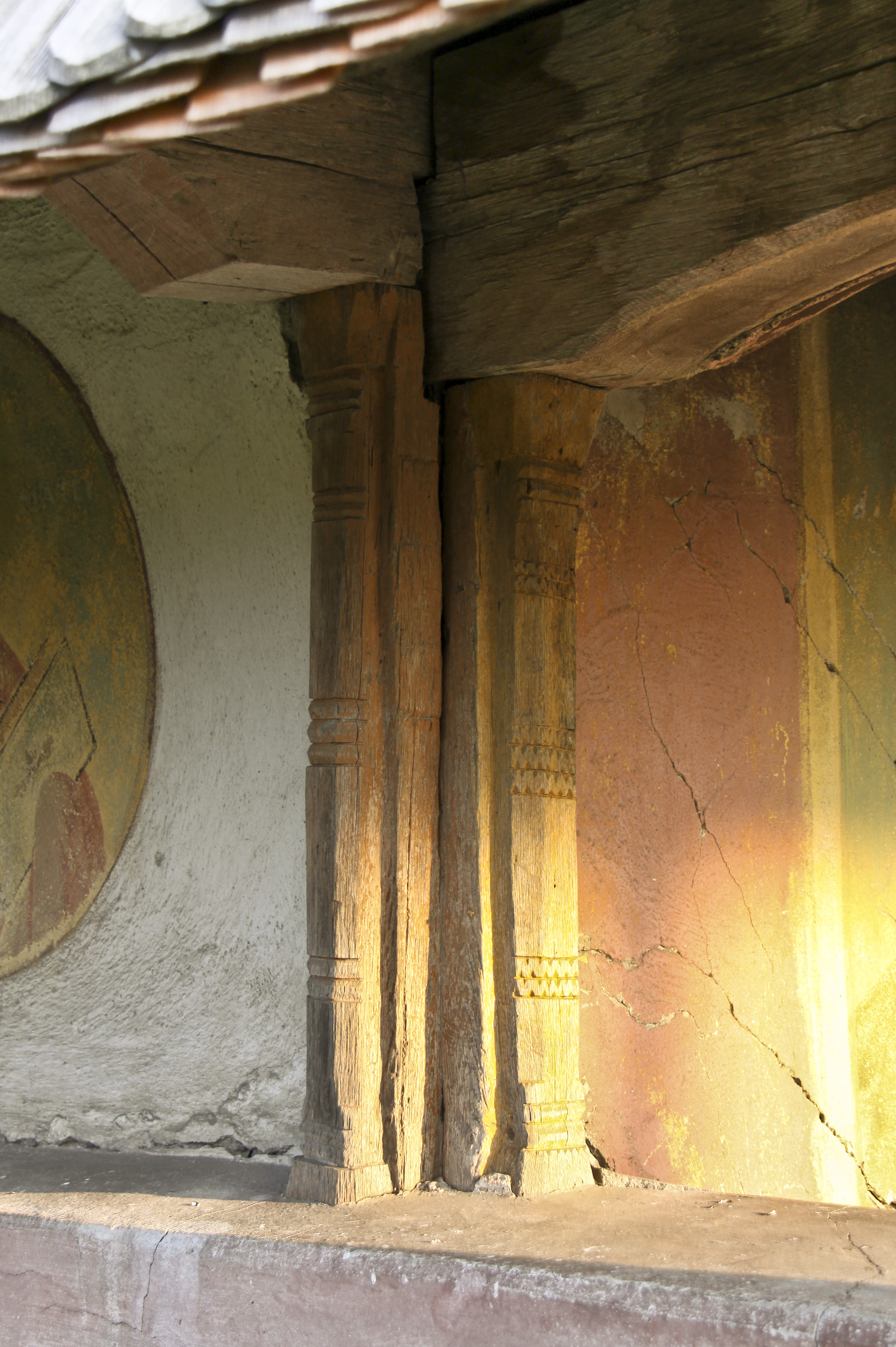
stenapi